# 佐川站 (韩国铁道公社)
佐川站（：／ Jwacheon yeok */?）是廣域電鐵東海線沿線的一座鐵路車站，位于韩国釜山廣域市機張郡長安邑佐川里。

## 車站結構
站體為2面2線側式月台的地面車站，候車月台設有月台幕門。

### 月台配置
| ↑ 日光 |
| \| ２  |
| 月內 ↓ |

| 月台 | 路線            | 目的地                         |
| ---- | --------------- | ------------------------------ |
| 1    | ●广域电铁东海线 | 機張、新海雲臺、教大、釜田方向 |
| 2    | ●广域电铁东海线 | 南倉、德下、太和江方向         |

## 歷史
- 1934年12月16日：落成啟用。
- 2016年12月30日：東海南部線编入东海本线，並迁至距起点站（釜山鎮站）37.9公里处[1][2]。
- 2021年8月26日：迁至距起点站（釜山镇站）37.7公里处[3]，广域电铁东海线開始試運轉。
- 2021年12月28日：東海線鐵路複線电气化工程完工，東海線電鐵開始運行，同時無窮花號列車停駛。

## 車站周邊
- 佐川初等学校
- 長安中學
- 長安第一高校
- LG電子服務據點

## 相鄰車站
韓國鐵道公社
●广域电铁东海线
日光（K124）－佐川（K125）－月內（K126）